# Yasmien Kurdi

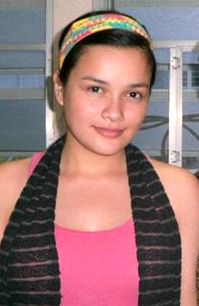
Yasmien Kurdi (2011)

Yasmien Yuson Kurdi, verheiratete Kurdi-Soldevilla (* 25. Januar 1988 in San Juan, Metro Manila) ist eine philippinische Schauspielerin und Sängerin.

## Leben
Kurdi ist väterlicherseits libanesisch-kurdischer, mütterlicherseits philippinisch-chinesischer Herkunft. Ihre Kindheit verbrachte sie in Kuwait. Sie ging in die Jabriya Indian School in Kuwait zur Schule und schloss eine Ausbildung zur Krankenschwester am damaligen privaten New Era College, heute Universität, in Quezon City ab.
Kurdi spielte zahlreiche Rollen im philippinischen Film und Fernsehen und wurde mit einigen Preisen ausgezeichnet. Bekanntheit erlangte sie als Charming in der Serie Bakekang. In der epischen Serie Amaya spielte sie die wesentliche Nebenrolle Apila. Die Serien und Fernsehshows wurden von GMA Network ausgestrahlt.
Als Sängerin veröffentlichte sie 2005 ihr erstes Album In the Name of Love, höchster Rang: Platz 6 der philippinischen Billboard 200. Ihr zweites Album Love Is All I Need kam 2008 auf den Markt, höchster Rang: Platz 10 der philippinischen Billboard 200. Ihr Musikstil wird der Pop-Musik, speziell der Original Pilipino music (OMP), einer der Nachfolger des Manila Sounds, zugeordnet.
Sie ist neben ihrer künstlerischen Arbeit PETA-Aktivistin. Verheiratet ist sie mit Roy Soldevilla, einem Piloten, mit dem sie eine Tochter hat.

## Filmografie (Auswahl)

### Filme
- 2004: So Happy Together
- 2004: Aishite Imasu 1941: Mahal Kita
- 2005: Happily Ever After
- 2005: Lovestruck
- 2005: Shake, Rattle and Roll 2k5
- 2006: Pitong Dalagita
- 2007: Bahay Kubo
- 2008: Loving You
- 2009: Bleach: Memories of Nobody

## Diskografie
Alben
- 2005: In The Name Of Love, GMA Records
- 2008: Love Is All I Need, GMA Records

Singles
- 2005 und 2006 aus In The Name Of Love
  - I Know
  - In The Name Of Love
  - Umaambisyon
  - Patuloy Pa Rin
- 2007 bis 2010 aus Love Is All I Need
  - Kisapmata
  - Love Is All I Need
  - Take It Or Leave It
  - One Day
  - Goodbye
  - Candlelight Romance
  - Even If
  - Give Me A Sign